# 4061 Martelli
4061 Martelli (1988 FF3) là một tiểu hành tinh vành đai chính được phát hiện ngày 19 tháng 3 năm 1988 bởi W. Ferreri ở La Silla.